# Puilly-et-Charbeaux
Puilly-et-Charbeaux is een gemeente in het Franse departement Ardennes (regio Grand Est) en telt 244 inwoners (1999). De gemeente maakt deel uit van het arrondissement Sedan en telt twee dorpen: Charbeaux en Puilly-et-Charbeaux. Puilly-et-Charbeaux is het grootste en wordt ook wel kortweg Puilly genoemd.

## Geografie
De oppervlakte van Puilly-et-Charbeaux bedraagt 18,4 km², de bevolkingsdichtheid is 13,3 inwoners per km².
Het plaatsje ligt aan het riviertje Le Pâquis. De gemeente grenst aan België en grenst daarnaast in Frankrijk aan de gemeenten Auflance, Moiry, Fromy, Linay, Blagny, Les Deux-Villes, Tremblois-lès-Carignan, Mogues en Williers.

## Demografie
Onderstaande figuur toont het verloop van het inwonertal (bron: INSEE-tellingen).
Vanwege een beveiligingsprobleem met de MediaWiki Graph-software is het momenteel niet mogelijk deze grafiek weer te geven. Zodra de software is bijgewerkt zal de grafiek vanzelf weer zichtbaar worden.